# Стрельба в синагоге Галле
Стрельба в синагоге в Галле — террористический акт, произошедший 9 октября 2019 года во время еврейского праздника Иом-Кипур. Преступник пытался проникнуть в синагогу во время молитвы, однако не смог проникнуть в здание и открыл огонь на улице, убив двух человек, прежде чем скрылся с места преступления. Стрелок транслировал свои действия на камеру

## События
Во время празднования Иом-Кипур, священного для евреев дня искупления и поста, в городе Галле в Германии произошло нападение на еврейскую общину. Преступник, вооружённый автоматическим оружием и взрывчатыми устройствами, попытался проникнуть в синагогу, где проходили религиозные обряды. Однако, благодаря системе безопасности, двери синагоги остались закрытыми, и он не смог войти внутрь.
Не сумев проникнуть в здание, преступник начал стрелять по прохожим на улице и водителям автомобилей. Он убил двух человек и ранил нескольких других. Среди убитых была женщина, которая проходила мимо синагоги, и мужчина, который находился в непосредственной близости от места нападения.
После нападения полиция оперативно начала расследование инцидента и объявила об усилении мер безопасности в ряде городов Германии. Преступник был скрытно задержан в течение нескольких часов после инцидента, и позднее признан виновным в нападении. Преступник пытался повторить стрельбу в мечетях Крайстчерча.

## Последствия
Руководство Германии осудило нападение как проявление антисемитизма и призвало к мерам по борьбе с этим явлением. Стрельба в синагоге в Галле также подняла вопрос о необходимости усиления мер безопасности у еврейских общин в Германии и других странах. Президент Германии Франк-Вальтер Штайнмайер назвал нападение «жестоким убийством» и подчеркнул важность борьбы с антисемитизмом в обществе.